# Kondoa
Kondoa è una città e un Town Council della Tanzania situata nella regione di Dodoma. 
Il Town Council, forma amministrativa pari ad un distretto, è stato istituito nel 2015 e ha una popolazione di 80 443 abitanti (censimento 2022).

## Suddivisione amministrativa
Il distretto è diviso nelle seguenti circoscrizioni (wards), tra parentesi gli abitanti:
1. Kondoa Mjini (26 179)
2. Bolisa (3 919)
3. Kolo (5 649)
4. Kilimani (9 629)
5. Chemchem (8 351)
6. Suruke (3 734)
7. Kingale (13 152)
8. Serya (9 830)